# Как он лгал её мужу (фильм)
«Как он лгал её мужу» — короткометражный телевизионный художественный фильм режиссёра Татьяны Березанцевой по одноимённой пьесе (How He Lied to Her Husband, 1904) Бернарда Шоу, снят на киностудии Мосфильм по заказу Центральной студии телевидения в 1956 году.

## Сюжет
Лондон, начало 1900-х годов. В особняк на Кромвел-роуд с букетом цветов входит влюблённый юноша. Он намерен объясниться с мужем своей возлюбленной Авроры Бомпас и покончить со всякими недомолвками в их отношениях.
Но, к его удивлению, Аврора не собирается уходить от мужа. Больше того, её волнует пропажа написанной в её честь тетради стихов. Она берёт слово с Генри, что тот придумает для её мужа историю, каким образом все они посвящены Авроре.
Генри стал придумывать маловероятные объяснения о посвящении своих стихов богине утренней зари, но добился обратного эффекта. Тедди Бомпас был разъярён и набросился на автора с кулаками. Какой-то мальчишка осмелился игнорировать его жену, красавицу, в которую влюблены все мужчины Лондона.
Он добивается от Генри признания и собирается издать стихи отдельной книжкой. Разочарованный происшедшим поэт перед уходом посоветовал дать ей название: «Как он лгал её мужу».

## В ролях
| Актёр                    | Роль              |
| ------------------------ | ----------------- |
| Елена Кузьмина           | Аврора Бомпас     |
| Иннокентий Смоктуновский | Генри Эпджон      |
| Аркадий Цинман           | Тедди Бомпас      |
| Нина Агапова             | горничная         |
| Виктория Чаева           | продавщица цветов |

## Съёмочная группа
- Режиссёр-постановщик: Татьяна Березанцева
- Оператор-постановщик: Эра Савельева
- Художник-постановщик: Л.Чибисов, А. Дандурьян
- Музыкальное оформление: Д. Рицнер
- Звукооператор: А. Павлов
- Редактор: В. Карен